# الأربعون النووية
الأربعون في مباني الإسلام وقواعد الأحكام المعروفة بـ الأربعون النووية، متن اشتمل على اثنين وأربعين حديثاّ جمعها يحيى بن شرف النووي المتوفى 676 هـ.

## تعريف
الأربعون النووية هي مؤلف يحتوي على اثنين وأربعين حديثاً نبويًّا شريفًا، جمعها: الإمام النووي الذي التزم في جمعها أن تكون صحيحة، وعلل النووي سبب جمعه للأربعين فقال:
ثم ألتزم في هذه الأربعين أن تكون صحيحة، وحذف أسانيدها ليسهل حفظها، ثم أتبعها بباب في ضبط خفيّ ألفاظها. فرغ المؤلف من تأليفها ليلة الخميس 29 جمادى الأول سنة 668 هـ.
وقال النووي في مقدمة كتابه عن هذا الحديث ومدى اعتماده عليه في جمع الأربعين النووية: "وقد اتفق العلماء على جواز العمل بالحديث الضعيف في فضائل الأعمال، ومع هذا فليس اعتمادي على هذا الحديث، بل على قوله -صلى الله عليه وسلم- في الأحاديث الصحيحة: "ليبلغ الشاهد منكم الغائب"، وقوله: "نضر الله امرأ سمع مقالتي فوعاها، فأداها كما سمعها". وقد علق الأستاذ ماهر الهندي على قول النووي، بأن الأعتماد على الأحاديث الضعيفة في فضائل الأعمال هو قول الجمهور وليس متفقًا عليه.

## سبب التسمية
الأربعون حديثًا الأربعينات التي ظهرت استنادًا على حديث ضعيف يقول: «مَنْ حَفِظَ عَلَى أُمَّتِي أَرْبَعِينَ حَدِيثًا مِنْ أَمْرِ دِينِهَا بَعَثَهُ اللَّهُ عَزَّ وَجَلَّ يَوْمَ الْقِيَامَةِ فِي زُمْرَةِ الْفُقَهَاءِ وَالْعُلَمَاءِ».

## شروح الأربعين
هذا ثبت للعلماء الذين شرحوا الأربعين استنادًا على كتاب «الدليل إلى المتون العلمية» لابن قاسم، مرتبة حسب تاريخ وفاة الشارح:
- الإمام النووي المتوفى 676 هـ صاحب المتن.
- تقي الدين أبي الفتح محمد بن علي بن وهب المصري القشيري الشهير بابن دقيق العيد المتوفى 702 هـ.
- نجم الدين سليمان بن عبد القوي بن عبد الكريم الطوفي الحنبلي المتوفى 716 هـ.
- تاج الدين عمر بن علي اللخمي الفاكهاني المتوفى 734 هـ.
- سعد الدين مسعود بن عمر التفتازاني المتوفى 791 هـ.
- زيد الدين أبي الفرج عبد الرحمن بن أحمد بن عبد الرحمن السلامي البغدادي ثم الدمشقي الحنبلي الشهير بابن رجب المتوفى 795 هـ.
- أبي حفص عمر بن علي بن أحمد الأنصاري الشافعي المعروف بابن الملقن المتوفى 804 هـ.
- محمد بن العز الحجازي فرغ من تأليف الشرح سنة 912 هـ.
- أحمد بن حجر الهيتمي المكي المتوفى 974 هـ، واسمه: الفتح المبين بشرح الأربعين.
- أحمد بن حجازي الفشني المتوفى 978 هـ.
- أبي الفضل محمد ولي الدين بن علي سالم الشبشيري المتوفى 989 هـ.
- إبراهيم بن مرعي بن عطية الشبرخيتي المتوفى 1106 هـ.
- ملا علي بن سلطان بن محمد القاري الهروي المكي الحنفي المتوفى 1114 هـ.
- محمد حياة السندي المتوفى 1163 هـ.
- عبد الله بن محمد النبرواي الشافعي المتوفى 1275 هـ.
- إسماعيل بن محمد الأنصاري المتوفى 1317 هـ.
- محمد بن عبد الله الجرداني الدمياطي الشافعي المتوفى 1331 هـ.
- عبد الوهاب بن مصطفى بن محمد الكفردا علي الحلبي الشهير بابن طلس المتوفى 1335 هـ.
- عبد المجيد الشرنوبي الأزهري المالكي المتوفى 1348 هـ.
- محمد صالح فرفور المتوفى 1407 هـ.
- محمد بن صالح العثيمين المتوفى 1421 هـ.
- عبدالله بن عبدالرحمن الجبرين المتوفى عام 1430 هـ.
- صالح الفوزان.
- عبد المحسن الزامل.
- صالح بن عبد العزيز آل الشيخ.
- عبد المحسن العباد.
- عبدالكريم الخضير.

## وصلات خارجية
- متن الأربعين النووية